# Kikkan Randallová
Kikkan Randallová, nepřechýleně Kikkan Randall (* 31. prosince 1982, Salt Lake City) je bývalá americká běžkyně na lyžích. Je olympijskou vítězkou a trojnásobnou medailistkou z Mistrovství světa v klasickém lyžování včetně titulu mistryně světa v týmovém sprintu ze šampionátu ve Val di Fiemme 2013. Její hlavní disciplína, v níž vyhrála i několik závodů světového poháru, je sprint. Je nejúspěšnější americkou běžkyní na lyžích v historii. V sezóně 2015/16 přerušila aktivní kariéru kvůli mateřství. Randall již v těhotenství plánovala návrat k aktivní kariéře v sezóně 2016/17 s výhledem na MS 2017 a na olympiádu 2018. Své předsevzetí splnila startem ve Světovém poháru 26. listopadu 2016 v Ruce, na MS 2017 dokázala získat bronz ve sprintu a na ZOH 2018 dokonce zlato v týmovém sprintu. V březnu 2018 ukončila svou sportovní kariéru.

## Největší úspěchy

### Olympijské hry
Zúčastnila se 5 zimních olympijských her (2002–2018). Celkem sedmkrát se umístila v první desítce (2× v individuálním sprintu, 4× v týmovém sprintu a 2× ve štafetě). Její deváté místo v sprintu na ZOH 2006 bylo nejlepším historickým umístěním amerických běžkyň na lyžích na olympiádách a prvním umístěním v top ten. Na ZOH 2010 se Randall v téže disciplíně umístila dokonce na 8. místě. Na ZOH 2014 ji 6. místem ve sprintu překonala Sophie Caldwell. V týmovém sprintu dosáhla na ZOH 2010 společně s Caitlin Compton 6. místo, což bylo nejlepší umístění amerických běžkyň v historii této disciplíny na ZOH. Na ZOH 2018 s Jessicou Digginsovou získaly v týmovém sprintu pro Spojené státy vůbec první ženskou olympijskou medaili v běžeckém lyžování (pro USA to navíc byl teprve druhý cenný kov z běžeckého lyžování v olympijské historii – jedinou medailí do té doby bylo druhé místo Billa Kocha ze závodu na 30 km z her v Innsbrucku v roce 1976).

### Mistrovství světa
- MS v klasickém lyžování 2009 v Liberci: 2. místo ve sprintu volnou technikou – jakou první americká běžkyně získala medaili z mistrovství světa
- MS v klasickém lyžování 2013 ve Val di Fiemme: 1. místo v týmovém sprintu – s Jessicou Digginsovou se staly prvními americkými mistryněmi světa v běhu na lyžích[6]

### Světový pohár

#### Celkové hodnocení disciplíny SP
Jako první Američanka v historii dosáhla v celkovém hodnocení Světového poháru v běhu na lyžích na medailové umístění. Navíc je držitelkou 3 malých glóbů za vítězství v hodnocení sprinterské části SP v sezónách 2011/12, 2012/13 a 2013/14.
- 2012/13 – 3. místo v celkovém hodnocení

#### Vítězství v závodě SP
Jako první americká běžkyně na lyžích zvítězila v roce 2007 v závodě Světového poháru. Celkově má na kontě 11 vítězství v hlavních závodech SP a 2 vítězstvích v dílčích etapách závodů, čímž je nejlepší v historii amerického běžeckého lyžování (překonala Billa Kocha, který v letech 1982 – 1983 zvítězil v 5 závodech).
| 16. prosince 2007 | Rybinsk              | sprint V |
| 5. ledna 2011     | Liberec              | sprint V |
| 20. února 2011    | Drammen              | sprint V |
| 3. prosince 2011  | Düsseldorf           | sprint V |
| 11. prosince 2011 | Davos                | sprint V |
| 8. prosince 2012  | Quebec               | sprint V |
| 1. února 2013     | Soči                 | sprint V |
| 9. března 2013    | Lahti                | sprint V |
| 11. ledna 2014    | Nové Město na Moravě | sprint V |
| 18. ledna 2014    | Szklarska Poręba     | sprint V |
| 1. března 2014    | Lahti                | sprint V |

## Soukromý život
Kikkan Randall je vdaná za Jeffa Ellise, žijí spolu v Anchorage. V dubnu 2016 se jim narodil syn Breck. V červenci 2018 na Twitteru oznámila, že onemocněla rakovinou prsu. Podporu jí vyjádřili lyžařští kolegové, když si při úvodním závodě Světového poháru sezóny 2018/19 ve finské Ruce na kombinézy připnuli růžové stužky, symbol boje proti rakovině.